# Чан Нян Тонг
Чан Нян Тонг (11 листопада 1258 —16 грудня 1308) — 3-й імператор Дайв'єту з династії Чан у 1278—1293 роках. Був одним з трьох організаторів опору монгольським вторгненням у 1284—1285 і 1287—1288 роках. Також сприяв розвитку літератури, поширенню в'єтнамської письменності, особисто складав вірші. Уславився як буддистський філософ.

## Життєпис

### Молоді роки
Старший син імператора Чан Тхань Тонга та Тхієн Чам. Народився 1258 року, отримавши ім'я Кхам. У грудні 1274 року отримав титул спадкоємця трону. Того ж року розпочав освіту під орудою мандарина Ле Пху Чана. 1278 року його батько передав владу Кхаму, що прийняв ім'я Нян Тонга. В той же час фактичну владу зберігав Чан Тхань Тонг як імператор-наставник.

### Панування
У 1278—1279 роках юаньські війська розташувалися близько кордонів Дайв'єта. Чан Нян Тонг був викликаний до двору Хубілая, але відправив замість себе свого дядька Чан Ді Ая як посла. У 1281 році юаньський імператор вирішив посадити Чан Ді Ая на трон, але невелике військо останнього було переможене дайв'єтськими військами.
Сприяв появі в'єтнамської писемності —— тии-ному. 1282 року за наказом Чан Нян Тонга начальник Палати правосуддя Нгуєн Тхюйєн написав тии-номом віршоване закляття проти крокодилів, що з'явилися в гирлі річки Ло.
1284 року юаньський полководець Туган зажадав від Чан Нян Тонга, пропустити монгольські війська через Дайв'єт до Чампи. Після деяких вагань імператор відмовився підкоритися. 1285 року незважаючи на спротив монголи захопили столицю Дайв'єту — Тханглонг. Чан Нян Тонг разом з батьком наказав військам відступати, також перемістивши двір у гірську місцевість. Зрештою дві монгольські армії, що спробували знищити дайв'єтські війська, зазнали поразки. 1289 року з імперією Юань було укладено мирний договір, за яким було визнано номінальний, формальний сюзеренітет Хубілая над Дав'єтом за фактичної незалежності.
1285 року вдалося не допустити нового монгольського вторгнення до держави, завдавши поразки флоту Юань. 1287 року почалося третє монгольське вторгнення. Чан Нян Тонг знову наказав населенню й військам залишити північні повіти, ускладнюючи постачання монголам харчів. Поразка у морській битві 1288 року змусила загарбників відступити.
1290 року після смерті батька став одноосібним володарем. Імператор наказав пом'якшити оподаткування, відкласти військову кампанію проти племенного союзу Айлао.

### Останні роки
1293 року передав владу синові Чан Ань Тонгу, взявши титул імператора-наставника, зберігши фактичну владу в державі. 1295 року став буддистським ченцем. 1299 року оселився на горі Єнти (в сучасній провінції Куангнінь), де поклявся дотримуватися 10 аскетичних практик. Заснував школу дзен Чунлам Єнти (суто в'єтнамську секту буддизму). Згодом заснував монастир, навчаючи буддійських принципів. Часто мандрував країною.
У 1301 році відвідав Чампу, де прожив 9 місяців при дворі раджа-ді-раджи Сімхавармана III. 1306 року влаштував шлюб своєї доньки з останнім в обмін на провінції Вуяр і Улік (в'єтнаською — Чау О і Чау Лі). Помер 1308 року.

## Творчість
Був відомим поетом (збірки «Книга поетичних печаток Великого моря духмяної води», «Збірка Чан Нян Тонга») і буддистським письменником (праці «Неприємності сангхи», «Промова в кам'яному будинку»). З усього доробку натепер збереглося лише 32 вірші. Його поезія має характер плавного поєднання емоцій і почуттів, сповнена філософським світоглядом, оптимістичним духом, любов'ю до життя, волелюбністю. В його вірші «Радість реального життя» особливо відобразилися буддистські погляди.
Зазнав впливу даосизму, деякі ідеї якого намагався поєднати з буддизмом зі значним нахилом у патріотизм. При цьому основними принципами його філософії є те, що шлях буддизму звільняє, кожна людина повинна мати розуміння та співчуття до навколишніх. Його школа Чунлам Єнти (Тхиен Чук Лам) поєднала ідеї послідовників Тао Дуан, У Яньтун і Вінтаручі. Вона мала сильно виражений суспільний характер. Вперше в історії буддизму у В'єтнамі з'явилася сувора регламентація обов'язків ченців по всій країні. При цьому її монастирі швидко розбагатіли завдяки підтримці з боку імператорів (декілька з них стали буддистськими ченцями) та аристократів.

## Девізи правління
- Тхіу Бо (1278—1285)
- Чинг Хинг (1238—1295)